# 計時器

秒錶（模擬）

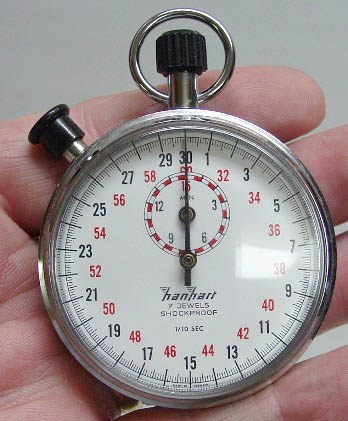
秒錶（實物）

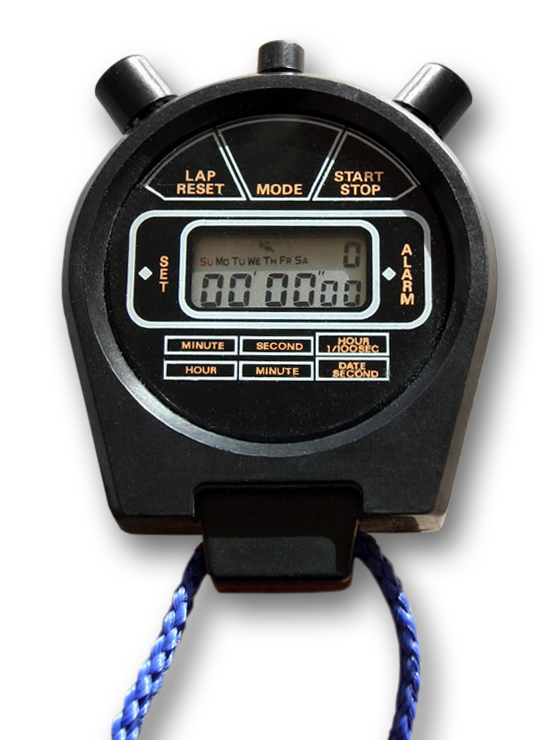
電子秒錶

計時器（calculagraph，timer）又稱停錶（stopwatch，stop clock）、秒錶，是測量時間通過的儀器或人員，在一般的情況下，後者通常利用時鐘或碼錶來協助。此外，像是運動競賽的事件中，守時器記錄時間、經歷的時間、或剩餘的時間。

## 外部連結
- 关于建造圆形投影观测站的论文 （页面存档备份，存于） 是手稿，阿拉伯文，从1473，约报时。
- NIST: A Walk Through Timekeeping （页面存档备份，存于）